# Dunston (Derbyshire)
Dunston – dzielnica miasta Chesterfield w Anglii, w Derbyshire, w dystrykcie Chesterfield. W 2011 roku dzielnica liczyła 6303 mieszkańców.